# Юлі Башті
Юлі Башті (10 серпня 1957, Будапешт, Угорська Народна Республіка) — угорська акторка театру та кіно. Закінчила Академію театру і кіно (Будапешт) у 1980 році.

## Вибіркова фільмографія
- Червона графиня (1984)
- Місс Арізона (1987)